# Јемлиц-Клајн Дибен
Јемлиц-Клајн Дибен (њем. Jämlitz-Klein Düben) општина је у њемачкој савезној држави Бранденбург. Једно је од 30 општинских средишта округа Шпре-Најсе. Према процјени из 2010. у општини је живјело 495 становника. Посједује регионалну шифру (AGS) 12071189.

## Географски и демографски подаци
Јемлиц-Клајн Дибен се налази у савезној држави Бранденбург у округу Шпре-Најсе. Општина се налази на надморској висини од 125 метара. Површина општине износи 28,6 km². У самом мјесту је, према процјени из 2010. године, живјело 495 становника. Просјечна густина становништва износи 17 становника/km².